# سگ گرینلندی
سگ گرینلندی (به انگلیسی: Greenland Dog)، نام یکی از نژادهای سگ است که خاستگاه آن به گرینلند بازمی‌گردد.